# Lycodes esmarkii
Lycodes esmarkii és una espècie de peix de la família dels zoàrcids i de l'ordre dels perciformes.

## Morfologia
- Els mascles poden assolir 75 cm de longitud total.[4][5]

## Alimentació
Menja ofiuroïdeus.

## Hàbitat
És un peix marí i d'aigües profundes que viu entre 251-1.090 m de fondària.

## Distribució geogràfica
Es troba a l'Atlàntic nord: el Canadà, les illes Fèroe, Groenlàndia, Islàndia, Noruega, la Gran Bretanya i els Estats Units.

## Costums
És de costums bentònics.

## Observacions
És inofensiu per als humans.